# Ненормальный (фильм, 2024)
 «Ненормальный» — российский фильм 2024 года, дебютная режиссёрская работа Ильи Маланина.

## Сюжет
Основано на реальных событиях. Действие разворачивается в двух временных плоскостях: когда подросток Коля прилетает для участия в престижном музыкальном конкурсе в Шанхай в сопровождении отчима, где впервые влюбляется, получает поддержку от коллег из другой страны, узнаёт иную жизнь, и воспоминания из прошлого: у 8-летнего Коли врождённое заболевание, он с детства в инвалидном кресле. Его мама Татьяна, следуя советам врачей, больше не верит, что ребёнок однажды станет «нормальным». Но её новый знакомый Юрий, инженер-судоремонтник, разрабатывает свою систему гимнастических упражнений для ребёнка, включающую игру на пианино, когда выясняется, что у мальчика музыкальный талант. 

## В ролях
- Александр Яценко — Юрий
- Наталья Кудряшова — Татьяна, мама Коли
- Надежда Маркина — Екатерина Валерьевна, бабушка Коли
- Елисей Свеженцев — Коля в детстве
- Илларион Маров — Коля в юношестве
- Сюй Шиюэ — Анна
- Софья Реснянская — Светка
- Дмитрий Жиров — Славка
- Ольга Калашникова — Светка
- Антонина Бойко — Лена
- Анастасия Имамова Ирина
- Сергей Кузьминцев — Серёга
- Валентин Самохин — Семён Петрович
- Екатерина Смирнова — Лидия Петровна
- Борис Каморзин — директор музыкальной школы
- Алексей Колубков — главврач

## Показ
В широком прокате с 28 марта 2024 года, премьера прошла в кинотеатре «Октябрь»
, сборы в России и СНГ составили 843 659 долларов, фильм посмотрели 256 272 зрителей.

## Фестивали
- VIII Кинофестиваль БРИКС (2024, Москва, в рамках 46-го ММКФ) — Приз за лучшую мужскую роль (Александр Яценко)[5]
- XXII кинофестиваля дебютов «Дух огня» (2024, Ханты-Мансийск) — Приз в номинации «За сохранение культурных традиций»[6].

## Рецензии
- Валерий Кичин - Настройте ваш оркестр. "Ненормальный" вернет нас к таинствам музыки // Российская газета - Федеральный выпуск: №247(9489) от 29 октября 2024
- Юлия Савиковская — Фильм «Ненормальный» — режиссерский дебют Ильи Маланина — успешен сверх нормы // Российская газета, 21 апреля 2024
- Тимур Алиев — «Ненормальный»: доброе кино о том, что все будет хорошо. Даже если у вас миопатия // Кинопоиск, 28 марта 2024
- Юлия Шампорова — «Ненормальный»: уехать в Китай, чтобы найти себя // Бюллетень кинопрокатчика, 29 марта 2024
- Елена Зархина — «Ненормальный»: чего не хватило фильму о воспитании ребенка-инвалида // РБК, 2 апреля 2024
- Юлия Шагельман — Хорошо сепарированный клавир. Актуальное и оптимистическое в «Ненормальном» Ильи Маланина // Коммерсантъ, 27 марта 2024
- Александра Горелая — «Ненормальный»: Когда на самом деле все нормально // Кинорепортёр, 28 марта 2024